# ガンモ (映画)
『ガンモ』（原題：Gummo）は、1997年公開のアメリカ映画。
題名のGummoとはアメリカで有名な喜劇俳優、ガンモ・マルクスに由来するものとされている。舞台となるのはオハイオ州のジィーニャという小さな田舎町。数年前の竜巻による混乱で町は疲弊しており、その中で生きる人々の暮らしを、ネコを肉屋に売って小遣いを稼ぐ少年とその友達の青年の行動を主軸として描く。日本では、「クライムタイム」と共に初めて　PG12指定(12歳未満は保護者の助言や指導が必要)の映画となった。

## キャスト
- ソロモン - ジェイコブ・レイノルズ
- タムラー - ニック・サットン
- バニーボーイ - ジェイコブ・シーウェル
- ドット - クロエ・セヴィニー
- ソロモンの母 - リンダ・マンズ